# Semotrachia winneckeana
Semotrachia winneckeana é uma espécie de gastrópode  da família Camaenidae.
É endémica da Austrália.